# Baltimore Orioles
Los Baltimore Orioles (en español, Orioles de Baltimore) son un equipo profesional de béisbol de los Estados Unidos con sede en Baltimore, Maryland. Compiten en la División Este de la Liga Americana (AL) de las Grandes Ligas de Béisbol (MLB) y disputan sus partidos como locales en el Oriole Park at Camden Yards.
Durante su historia ha logrado tres Series Mundiales, siete campeonatos de la Liga Americana y diez títulos de división.

## Historia

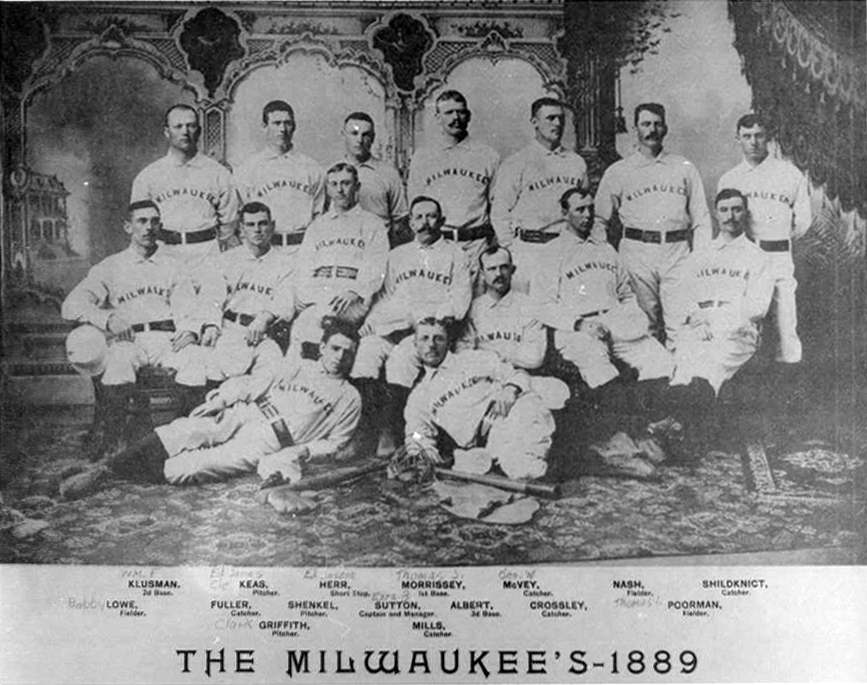
Los Cerveceros de Milwaukee 1889

### 1901: Milwaukee Brewers
Al final de la temporada 1900, la Liga Americana se retiró del Acuerdo Nacional de Béisbol (el entendimiento formal entre la Liga Nacional y las Ligas Menores). Dos meses después, la Liga Americana se declaró una Liga independiente y compitiendo en forma importante. Como resultado de turnos de varias franquicias, los Cerveceros fueron uno de los dos únicos equipos de la Liga Occidental que no pasaron, para evitar que lo corrieran o echaran de la liga (el otro es el Tigres de Detroit). En su primer partido en la Liga Americana, el equipo perdió ante los Tigres de Detroit 14-13 después de desperdiciar una ventaja de nueve carreras en la novena entrada. A día de hoy, es un récord en las mayores para el mayor déficit superar esa tarde en el juego Durante la temporada de la Liga primer estadounidense en 1901, que terminó último (octavo lugar), con un récord de 48-89. En su única temporada de Grandes Ligas, el equipo jugó en Lloyd Street Motivación, entre las calles 16 y 18 en Milwaukee.

### 1902-1953: St. Louis Browns
La Segunda Guerra Mundial ardía en Europa y en el Pacífico, mientras en la Liga Americana, los Carmelitas, Cafés o Bronceados (Browns) se titulaban por primera vez. Este sería el único título en su historia de cincuenta y un años en San Luis, dado que esta franquicia había sido desde 1901, la de los Cerveceros de Milwaukee, pero después de la temporada de 1902, la mudaron a San Luis, hasta que después de la temporada 1953, se convirtieron en los Orioles de Baltimore.
Cuando terminaba la temporada 1944, necesitaban los Carmelitas una victoria más para titularse. Era el primero de octubre y se enfrentaron a los Yankees. Les ganaron 4-2 y terminaron con 88-66. El año anterior el club de San Luis, fue sexto en la Liga de 8 clubes, a 25 juegos del campeón. Llegaban a la Serie Mundial a enfrentarse a los St. Louis Cardinales: San Luis frente a San Luis. Está fue la tercera ciudad en albergar toda una Serie Mundial tras de Chicago y de New York.
Jugadores de los Carmelitas de San Luis: El centerfield Mike Kreevich que había bateado.301 en la temporada, el shoststop Vern Stephens que dio 20 jonrones y empujó 109 carreras y los mejores lanzadores del grupo: Nelson (Nels) Potter 19-7, y 2.83 en carreras limpias y Jack Kramer 17-13 y 2.49 de carreras limpias. Otros pitchers: Denny Galehouse, Bob Muncrief y Sigmund Jakucki.

### 1954-1959: Traslado a Baltimore
El Miles-Kreiger (Gunther Brewing Company)-Hoffberger grupo rebautizó a su nuevo equipo de los Orioles de Baltimore poco después de tomar el control de la franquicia. El nombre tiene una rica historia en Baltimore, después de haber sido utilizado por un equipo de la Liga nacional en la década de 1890. En 1901, Baltimore y McGraw habían sido favorecidos con una franquicia de expansión en la creciente Liga Americana, nombrando al equipo de los Orioles. El equipo se trasladó a Nueva York en 1903, convirtiéndose en los New York Yankees Como miembro de la liga de alto nivel menor Liga Internacional, Orioles compitió en lo que hoy se conoce como el nivel AAA 1903-1953. Sus grandes multitudes de postemporada en su hogar temporal, Estadio Municipal, llamó la atención de las Grandes Ligas, lo que lleva a una nueva franquicia de MLB en Baltimore.[cita requerida]
Después de iniciar el temporada 1954 con una división de dos partidos contra los Detroit Tigers, el Orioles regresó a Baltimore el 15 de abril para un desfile de bienvenida que serpenteaba por las calles del centro de la ciudad, con unos 350 000 espectadores a lo largo de la ruta. En su primer partido en casa por primera vez en Memorial Stadium en la tarde, trataron a un lleno completo de 46 354 a una victoria de 3-1 sobre el Chicago White Sox. El resto de la temporada no sería tan agradable, con el equipo de soportar 100 pérdidas y evitar la bodega AL por sólo tres partidos. Con socios inversionistas un tanto frustrados con su dominio de las operaciones de negocio de la franquicia e insatisfechos con otro séptimo lugar, Miles Clarence renunció a principios de noviembre de 1955. Promotora inmobiliaria James Keelty, Jr. le sucedió como presidente de banca de inversión José Iglehart el presidente de la junta nueva.
Las semillas del éxito a largo plazo se plantaron el 14 de septiembre de 1954, cuando los Orioles contrataron Paul Richards para convertirse en el director del equipo de béisbol y gerente general. Él sentó las bases para lo que años más tarde se llamará  Oriole Way'. La instrucción de los fundamentos del béisbol se convirtió en uniforme en todos los detalles entre todas las clases dentro de la organización. Los jugadores se perfeccionaron con paciencia hasta que fueron fundamentalmente formados con calma, en lugar de ser a toda prisa avanzada para el siguiente nivel.
Para el resto de la década de 1950, los Orioles se arrastraron hasta la tabla de posiciones, llegando tan alto como el quinto lugar con un 76-76 Registro en 1957. Richards tuvo éxito en el almacenamiento de la franquicia con una gran cantidad de jóvenes talentos que incluye Dave Nicholson, Pete Ward, Ron Hansen (Novato del Año de la Liga Americana de 1960), Milt Pappas, Jerry Adair, Steve Barber  (20 victorias en 1963), Boog Powell, Dave McNally y Brooks Robinson. Desafortunadamente, Richards también tuvo la tendencia a gastar imprudentemente el dinero en individuos con habilidades de béisbol dudosas. Esto se convirtió en un gran problema como una guerra de ofertas entre los clubes de pelota para la obtención de los mejores jugadores amateurs por lo cual se intensificaron las firmas de bonos.

### 1960-1965: Contendientes
Los Orioles experimentaron grandes sucesos de 1964 a 1983, como lo fue a mediados de la década de 1990 y donde ganaron un total de nueve campeonatos de su división (1969, 1971, 1973, 1974, 1979, 1983, 1997, 2014), seis campeonatos de la Liga Americana (1966, 1969, 1971, 1979, 1983), tres Series Mundiales (1966, 1970, 1983), dos wild cards (1996 y 2012) y cinco premios de Jugador Más Valioso (el tercera base Brooks Robinson en 1964, el outfielder Frank Robinson en 1966, el primera base Boog Powell en 1970 y el shortstop Cal Ripken Jr. en 1983 y 1991).
Una de las más históricas franquicias en las Ligas Mayores, los O's sufrieron una racha perdedora de 14 temporadas de 1998 al 2011. Por lo tanto, el equipo ha tenido temporada ganadora desde el 2012, cuando los O's calificaron a la postemporada por primera vez desde 1997. Después de perder los playoffs en el 2013, ellos ganaron en el 2014, llevándose el título de la División Este de la Liga Americana por primera vez en 17 años y ganando el título de la Serie Divisional de la Liga Americana sobre los Tigres de Detroit en el 2014. Los Orioles son también conocidos por su estadio, el Oriole Park en Camden Yards, el cual se inauguró en 1992 en el centro de Baltimore.
El 9 de diciembre de 1965, los Orioles negociaron al pitcher Milton Pappas (y otros jugadores) a los Rojos de Cincinnati por el bateador Frank Robinson. un año después, Robinson ganó el título de Jugador Mas Valioso de la Liga Americana, siendo el primero (y hasta ahora el único) que ha ganado el premio de Jugador Más Valioso en ambas Ligas (Robinson ganó el Jugador Más Valioso en la temporada de 1961, llevando a los Rojos de Cincinnati al campeonato de la Liga Nacional). En resumen, el ganador del Jugador Más Valioso de 1966 Robinson, también ganó la Triple Corona (líder en la Liga Americana en bateo, jonrones y carreras impulsadas) algo que también obtuvo en la siguiente temporada Carl Yastrzemski de los Medias Rojas de Boston. Los Orioles ganaron su primer campeonato de la Liga Americana en 1966 y en su presentación en la Serie Mundial ante los Dodgers de Los Ángeles con sus ases de pitcheo como Sandy Koufax y Don Drysdale, ganaron la Serie Mundial. El único jonrón de campo fuera del Memorial Stadium fue dado por Robinson el Día de las Madres de 1966, ante Luis Tiant, pitcher de los Indios de Cleveland, cuando el batazo clareó al left field el cual jugaba adelantado. Una bandera fue posteriormente colocada cerca de la mancha de la pelota que había clareado al jardinero con la simple palabra HERE (‘aquí’) en el sitio. La bandera se encuentra ahora en el Museo de los Orioles de Baltimore.
Milton Papas tuvo récord de 30-29 en los dos años en que jugó con los Rojos de Cincinnati antes de ser negociado. Llegó a ganar 17 juegos para los Cachorros de Chicago en 1971 y en 1972 tuvo un juego sin hit ni carrera en su última temporada activa, pero esto no ayudó a los Rojos quienes perdieron la Serie Mundial de 1970 con Frank Robinson y los Orioles. Este canje ha sido reconocido como uno de los más ventajosos en la historia del béisbol, incluyendo una mención de la actriz Susan Sarandon en su apertura del soliloquio en el film de Bull Durham en 1988: «Mal negocio por ser parte del béisbol. Pero ¿quién puede olvidar a Frank Robinson por Milt Pappas?»

### 1966-1983: Etapa dorada
Por fin los Orioles de Baltimore, eran campeones de la Liga Americana dirigidos por Hank Bauer y se enfrentaría a los Dodgers de Los Ángeles campeón de la Liga Nacional y favoritos en la Serie Mundial de 1966. Se suponía que el pitcheo de los Dodgers iba a resultar la clave para la victoria de la Serie. Pero fue todo lo contrario: los Orioles les colgaron 33 ceros en fila a la gente de Los Ángeles. No los dejaron llegar a home desde el cuarto inning del primer juego hasta más nunca. Solo les permitieron dos carreras en los cuatro juegos. Y en 4 juegos barrieron a los campeones de la Liga Nacional, ganando tres de ellos a las estrellas de los Dodgers: Don Drysdale que perdió 2 y Sandy Koufax uno, y se coronaron campeones. Aquí brillaron por sus actuaciones, Frank Robinson ganador de la triple corona de bateo y el más valioso de ambas ligas, en los jardines y que años después sería el primer mánager de raza negra en las Ligas Mayores, Brooks Robinson extraordinario tercera base, Paul Blair en el centerfield, el venezolano Luis Aparicio en el shortstop, Dave Johnson en la segunda base, Andy Etchebarren como cácher, Boog Powell como su bateador de poder, Jim Palmer como su mejor pitcher abridor a pesar de estar en su segunda temporada con el equipo, Moe Drabowski relevista ganador del primer juego y empató un récord al dejar a seis bateadores consecutivos ponchados en el cuarto y quinto inning, rumbo a los 11 de su total en la tarde y Dave McNally.
En 1969, son campeones de la Liga Americana dirigidos por Earl Weaver y con la base de equipo que habían sido campeones 3 años atrás: Brooks Robinson, Jim Palmer, Andy Etchebarren, Boog Powell y van a la Serie Mundial, contra el equipo «cenicienta» los asombrosos Mets de New York. Los Orioles habían ganado en el Este de la Americana con 19 juegos de ventaja sobre el segundo lugar, los Tigres de Detroit. Y en el playoff por el campeonato de la Liga Americana barrieron en 3 juegos a los Mellizos de Minnesota, campeones del Oeste. Los apostadores de Las Vegas lo daban ampliamente favoritos en las apuestas a los Orioles, más aún cuando ganaron 4-1 en el primer partido a los Mets con pitcheo del cubano Mike Cuéllar, pero ¡Oh sorpresa¡ ya que ese sería el único partido que ganarían los Orioles y de la mano de Tom Seaver y Jerry Koosman conocidos como Tom y Jerry, así como Gary Gentry sus pitchers abridores, le ganaron la Serie Mundial, siendo una de las sorpresas en ese tiempo.
En 1970, nuevamente campeones de la Liga Americana, después de eliminar a los Mellizos de Minnesota, campeones del Oeste de la Liga Americana y ganando la Serie Mundial contra los Rojos de Cincinnati 4 juegos a uno, equipo en donde jugaban Pete Rose, Johnny Bench, el shortstop venezolano David Concepción, el dominicano César Gerónimo, Tany Pérez. Los jugadores importantes de los Orioles eran: Frank Robinson, Brooks Robinson, Boog Powell, Mike Cuéllar, Dave McNally, Jim Palmer, Paul Blair.
En 1971, campeones de la Liga Americana, por tercera ocasión consecutiva, ganando 101 juegos en la temporada y jugando el playoff por el campeonato de la Liga Americana frente a los Atléticos de Oakland a los que barrieron en 3 juegos pero perdiendo la Serie Mundial, cuando eran nuevamente favoritos para ganarla, basados en el poderoso cuerpo de pitcheo por tener cuatro abridores con 20 o más juegos ganados: Los zurdos Dave McNally (21-5) y Mike Cuéllar (20-9) y los derechos Jim Palmer (20-9) y Pat Dobson (20-8). Desde el año de 1900 hasta el momento actual, solamente otro equipo, los Medias Blancas de Chicago de 1920 tuvieron una rotación de pitcheo con números parecidos, además de seguir la base del equipo campeón de 1969 y 1970: Frank Robinson, Brooks Robinson, Boog Powell, Mark Rettenmund, todos ellos dirigidos por Earl Weaver. Y así, con toda esta pleyade de jugadores, perdieron con los Piratas de Pittsburgh, campeón de la Liga Nacional, el cual tenía entre sus filas a Roberto Clemente, Doc Ellis, Steve Blass, Willie Stargell, Manny Sanguillén, José Pagan, Jacinto "Jackie" Hernández, Víctor Davalillo.
Pasaron ocho para ser nuevamente campeones de la Liga Americana, dado que en 1973 y 1974 fueron dejados fuera de la serie de campeonato de la Liga Americana, por los Atléticos de Oakland, a la postre campeón de ambas temporadas y luego campeones de la Serie Mundial, ante Los New York Mets y Los Angeles Dodgers.
En ese año, ganarían el campeonato dejando afuera a los California Angels en cuatro encuentros. Su rival: los Piratas de Pittsburgh, el cual al igual que los Orioles desde su último enfrentamiento en 1971, no habían sido campeones.
Los Orioles ya no tenían a los Robinson, pero si tenían un pitcheo excepcional: Scott McGregor, Jim Palmer, el nicaragüense Dennis Martínez y Mike Flanagan (23-9) más el cerrador Don Stanhouse. Por eso eran favoritos por los apostadores de Las Vegas con momios de 11-5 y nuevamente quedaron mal.
Después de 4 años de espera, los Orioles eran campeones, dirigidos por Joe Altobelli que había sustituido por retiro al legendario Earl Weaver, ganando su división y posteriormente la serie de campeonato frente a las Medias Blancas de Chicago en 4 juegos. Se enfrentaba a los Phillies de Philadelphia. Esta serie fue denominada: las ciudades cercanas y los mánager debutantes. ¿Por qué? Baltimore en Maryland y Philadelphia en Pensilvania están separadas por 97 millas y los mánagers debutantes: Joe Altobelli por los Orioles y Paul Owens por los Phillies. Además, estos dos equipos nunca antes se habían visto frente a frente en octubre.
La estrella del pitcheo de los Orioles era el zurdo Scott McGregor con 18-7 además de Eddie Murray, Rick Dempsey, Al Bumbry, John Shelby, John Lowenstein, Jim Dawyer, Dennis Martínez, Benigno Ayala.

### 1984-1997: Altibajos
Un equipo con una buena afición, entre en una época en verdad de malos resultados, vegetando en la Liga Americana, sin haber triunfos resonantes, sin tener temporadas ganadoras y sin obtener el banderín divisional, menos el gallardete de la Liga Americana que terminaron en otras organizaciones: Reales de Kansas City, Medias Rojas de Boston, Mellizos de Minnesota, Atléticos de Oakland, Blue Jays de Toronto, Tigres de Detroit.
Inaugurado con muchas fanfarrias en 1992, el Oriole Park en Camden Yards fue un espectáculo instantáneo, con estilo retro era el mejor parque de béisbol de las Ligas Mayores para las siguientes dos décadas. El estadio fue elegido para la realización del Juego de Estrellas en 1993. Los Orioles regresaron a ser contendientes en las siguientes dos temporadas en el Camden Yads, pero finalizarían en tercer lugar en ambas ocasiones.
También en 1993, el dueño Eli Jacobs fue forzado a dividir su parte de la franquicia, con Peter Angelo el cual fue nominado para garantizar en la Corte de la bancarrota a los Orioles, regresando el equipo al dueño local original por primera vez desde 1979.
Después de la temporada de 1993, los Orioles adquirieron al primera base Rafael Palmeiro de los Rangers de Texas. Los Orioles quienes perseguían a los Yankees de Nueva York, ocuparon el segundo lugar en el nuevo formato de cinco equipos de la división Este de la Liga Americana, cuando la huelga de jugadores, iniciada el 11 de agosto, forzó a la eventual cancelación de la temporada.
La labor impasiva continuó dentro de la primavera de 1995. Todos los clubes de las Ligas Mayores, tenían en los entrenamientos primaverales jugadores suplentes, con la intención de iniciar la temporada con ellos. Los Orioles, cuyo dueño era un licenciado del trabajo de la Unión, era el único que no tenía interés en crear un equipo alternativo, interesado en que al terminar los entrenamientos primaverales la posibilidad de iniciar la temporada. Tenían un equipo sustituto de campo, Cal Ripken Jr. que tenía una racha de juegos consecutivos la cual estaba por empatar. Los jugadores de reemplazo no llegaron a jugar en la temporada dado que la huelga fue suspendida.
La cuenta regresiva de Ripken se resumía al inicio de la temporada. Cal Ripken finalmente rompió el récord de Lou Gehrig «El Caballo de Hierro» de 2130 juegos, siendo el juego televisado a nivel nacional el 6 de septiembre. Este fue el momento más votado de todos los tiempos en el béisbol en el siglo XX por fanáticos alrededor del país en 1999. Ripken finalizó esta racha con 2632 juegos, siendo sentado el 30 de septiembre de 1998, en el juego final de temporada de los Orioles en casa contra los Yankees de Nueva York en el Camden Yards. Siempre ha surgido el comentario de la racha de Lou Gehrig ya que cuando impuso el récord de más juegos jugados de 2130, con 36 años, se retiró porque ya estaba enfermo de esclerosis lateral amiotrófica que lo llevaría a la muerte en 1941. Sin esta enfermedad, no se tiene idea de cuantos juegos más habría alargado esa racha, cuando era titular indiscutible de los Yankees de Nuev York. Los Orioles finalizaron dos juegos debajo de.500 en el tercer lugar, siendo Phil Regan mánager del equipo de béisbol por una temporada.
Antes de la temporada de 1996, Angelos contrató a Pat Gillick como gerente general. Le dio luz verde para obtener de manera rápida talento pesado para establecerlo en el equipo. Guillick firmó a varios jugadores principales como B.J.Surhoff, Randy Myers, David Wells y Roberto Alomar. Bajo el nuevo mánager Davey Johnson y se enracharon para poner el récord de las Ligas Mayores con 257 jonrones en una temporada, con lo cual los Orioles regresaron a los playoffs después de 13 años de ausencia cuando capturaron el naciente wild card de la Liga Americana. Alomar estuvo metido en una tormenta de fuego en septiembre, cuando estaba en el home y se discutió a cara contra el umpire John Hirschbeck en Toronto. Fue suspendido más tarde por los cinco primeros juegos de la temporada de 1997, dado que él estaba jugando la postemporada. Después de eliminar al campeón defensor de la Liga Americana, los Indios de Cleveland 3-1 en la Serie Divisional, los Orioles cayeron ante los Yankees de Nueva York 4-1 en la Serie de Campeonato de la Liga Americana, en donde fue notable para el umpire del jardín derecho, Rich García, el cual falló en la interferencia de un aficionado en el primer juego de la serie, cuando el fanático de los Yankees de once años de edad, Jeffrey Maier capturó sobre la pared de los jardines una pelota en juego, que hubiera servido para anotar carrera de jonrón de Derek Jeter, que hubiera empatado el juego 4-4 en el octavo inning. La interferencia de Maier, impide que esta pelota pudiera haber sido capturada contra la barda por el jardinero derecho Tony Tarasco. Los Yankees ganaron el juego en extrainnings, así que esto pudo haber afectado el resultado del juego y posiblemente de la serie.
Los Orioles fueron wire-to-wire (primer lugar desde el principio hasta el final) para ganar la Liga Americana AL Este título de 1997. Después de eliminar el Seattle Mariners 3-1 en la Serie Divisional, pero el equipo volvió a perder en la Serie de Campeonato de la Liga Americana en 1997, esta vez con los de abajo Cleveland Indians 4-2, pero cada derrota Oriol, perdida por sólo una carrera. Johnson renunció como mánager después de la temporada, en gran parte debido a una disputa con Angelos sobre Alomar, una multa por faltar a una función del equipo siendo donada para la caridad de la esposa de Johnson. El entrenador de pitcheo Ray Miller sustituyó Johnson.

### 1998-2011: Recesión
Con Miller a la cabeza, los Orioles se encuentran no sólo fuera de los playoffs, sino también con una temporada perdedora. Cuando el contrato de Gillick expiró en 1998, no fue renovado. Angelos trajo a Frank Wren para ocupar el cargo de gerente general. Los Orioles añadieron al volátil toleo Albert Belle, pero los problemas del equipo continuó en la temporada 1999, con estrellas como Rafael Palmeiro, Roberto Alomar y Eric Davis el cual se fue a la agencia libre. Después de una segunda temporada perdedora consecutiva, Angelos rescindió a Miller y Wren. Nombró Syd Thrift el nuevo Mánager General y trajo el ex gerente Cleveland Mike Hargrove, como mánager.
En un evento poco común el 28 de marzo de 1999, los Orioles organizaron un partido de exhibición contra la selección de béisbol de Cuba en La Habana. Los Orioles ganaron 3-2 en 11 entradas en el primer partido de un equipo de la MLB en Cuba desde 1959, cuando los Orioles se enfrentaron a los Dodgers en un duelo de exhibición.
Cal Ripken, Jr. logró sus 3000 hits desde el principio de la temporada de 2000. Una venta incendio se produjo al final de la temporada, cuando los Orioles negociaron a muchos veteranos por jugadores jóvenes no probados y prospectos de Ligas Menores. Los Orioles llamaron a muchos de sus jugadores AAA para terminar la temporada. El único jugador que adquirió y tendría una carrera a largo plazo con la organización fue Melvin Mora.
En un esfuerzo para evitar que el barco de los Orioles se hunda, los cambios comenzaron a barrer a través de la organización. En 2003 el gerente general Syd Thrift fue despedido y en su reemplazo, los Orioles contrataron Jim Beattie como vicepresidente ejecutivo y Mike Flanagan como el vicepresidente de operaciones de béisbol. Después de otra temporada perdedora, gerente de Mike Hargrove no se mantuvo y el entrenador de los Yankees Lee Mazzilli fue contratado como el nuevo mánager. El equipo firmó bateadores poderosos como el shorstop Miguel Tejada, el cácher Javy López y el ex Oriole primera base Rafael Palmeiro. En la siguiente temporada, los Orioles negociaron al jardinero Sammy Sosa.
El equipo se puso caliente a principios de 2005 y saltó en frente de la división Este de la Americana, agarrándose el primer lugar durante 62 días seguidos. Sin embargo, la agitación dentro y fuera del campo comenzó a hacerse sentir con los Orioles, empezó luchando en torno a la pausa por el Juego de Estrellas, colocándolos cerca de la creciente de los Yankees y Medias Rojas. Las lesiones de López, Sosa, Luis Matos, Brian Roberts y Larry Bigbie llegó en cuestión de semanas una de la otra, y el equipo estaba creciendo cada vez más la insatisfacción con el «curita», empezando los movimientos de la oficina principal y del mánager Mazzilli para ayudarles a superar este período de lucha. Varios jugadores de las Ligas Menores, clase A Frederick el jardinero Jeff Florentino fueron subidos a ocupar una plaza de jugadores de mayor experiencia como el jardinero David Newhan, quien bateó para.311 la temporada anterior.
Después de iniciar la temporada 42-28 (.600), los Orioles terminaron la temporada con un récord de 32-60 (.348), terminando en 74-88 (.457). Solamente los Kansas City Royals (0.346) tuvieron el peor porcentaje de victorias de la temporada que hicieron los Orioles de los últimos 92 juegos. La mejor adquisición del club para esta temporada Sammy Sosa tuvo su peor desempeño en una década, con 14 jonrones y un promedio de bateo de.221. Los Orioles no intentaron volver a firmarlo. Los Orioles también dejaron que el cubano Rafael Palmeiro solicitará la agencia libre y públicamente declararón que no lo iban a volver a firmar. Finalmente, fue suspendido de por vida por el comisionado Bud Selig, por el uso de estimulantes prohibidos en las Ligas Mayores. El 25 de agosto, el lanzador Sidney Ponson fue arrestado por drogas DUI y el 1 de septiembre, los Orioles anularon su contrato (en una cláusula moral) y lo dejó libre. El Sindicato de Asociación de Jugadores, presentó una queja en nombre de Ponson y el caso fue enviado a arbitraje y se resolvió finalmente, sin conocimiento de los términos.
En el 2006 World Baseball Classic, (Clásico Mundial de Béisbol), los Orioles contribuyeron con más jugadores que cualquier otro equipo de Grandes Ligas, con once jugadores satisfaciendo para sus países de origen. Erick Bedard y Adam Loewen lanzadores de Canadá. Rodrigo López y Gerónimo Gil (liberado antes de la temporada por su club) jugaron por México. Daniel Cabrera y Miguel Tejada por la República Dominicana. Javy López y Luis Matos por Puerto Rico. Brucen Chen por Panamá. Ramón Hernández por Venezuela. John Stephens por Australia. Los Orioles terminaron la temporada del 2006 con un récord de 70 ganados y 92 perdidos, a 27 juegos detrás del líder de la división del Este de la Liga Americana los Yankees de Nueva York.
El 18 de junio de 2007, los Orioles despidieron a Sam Perlozzo después de una racha perdedora de 8 juegos. Fue reemplazado en forma interina por Dave Trembley. El 22 de junio, Miguel Tejada terminó su racha consecutiva de juegos al tener una lesión, la quinta racha más larga en la historia de las Ligas Mayores. Aubrey Huff fue el primer oriol en batear el ciclo en casa, el 29 de junio contra los Ángeles. El 7 de julio, Erik Bédar ponchó a 15 bateadores de los Rangers de Texas para empatar un récord de franquicia de Mike Mussina. El 31 de julio de 2007, Andy MacPhail nombre a Dave Trambley como el mánager definitivo de los Orioles por el resto de la temporada, mencionando «estar haciendo un buen trabajo». Jugando contra los Rangers de Texas en un doble juego en el Camden Yards, el 22 de agosto, los Orioles anotaron 30 carreras en el primer juego, un récord de la era moderna para un juego sencillo que terminó 30-3. Los Orioles ganaban el juego 3-0 después de tres innings de jugar. Dieciséis de las treinta carreras fueron anotadas en los dos innings finales. Los Orioles ganaron también el juego nocturno de ese día 9-7.
Los Orioles iniciaron la temporada del 2008 con una reconstrucción importante bajo el presidente de Operaciones del Béisbol, Andy MacPhail. Los Orioles obtuvieron jugadores estrellas como Miguel Tejada de los Astros de Houston y al as Erik Bédard de los Marineros de Seattle por el prospecto premiado Adam Jones, el relevista zurdo George Sherill y los pitchers de Ligas Menores Kam Mickolio, Chris Tillman y Tony Butler. Los Orioles iniciaron el primer par de semanas de la temporada cerca del tope de su división y jugadores como Nick Markakis y el recién llegado Luke Scott liderearon la ofensiva del equipo. Los Orioles estuvieron alrededor de.500 por buena parte de la temporada, pero ellos cayeron en septiembre y terminaron a 20 juegos del primer lugar ocupado por los Rayos de Tampa Bay. Finalizaron la temporada perdiendo once de sus 12 juegos finales y 28 de sus 34 juegos finales. El equipo terminó último por primera vez desde la temporada de 1988. Después que la temporada finalizó, los Orioles mostraron cambios en sus uniformes con una parche circular que decía «Maryland» en el lado izquierdo de todos los jerséis y el jersey gris de gira desplazaba la palabra Baltimore que atravesaba el pecho por primera vez desde 1972.
El 30 de junio de 2009, los Orioles anotaron mediante rallye de diez carreras contra los Medias Rojas de Boston después de ir perdiendo 10-1 en el séptimo inning, ganando el juego 11-10, estableciendo un récord de las Ligas Mayores para el más largo regreso de un equipo de último lugar contra un equipo de primer lugar. El equipo terminó la temporada del 2009 con 64 ganados y 98 perdidos, teniendo el peor récord en la Liga Americana. A pesar de esto, el mánager Dave Trembley fue recontratado para la temporada del 2010. El jardinero central Adam Jones fue nominado para el Juego de Estrellas y ganó un Guante de Oro por su juego defensivo.
El 12 de abril de 2010, el equipo tuvo récord de club por la más baja asistencia pagada en la historia del Camden Yards, con asistencia de solo nueve mil 129 en el juego contra los Rays de Tampa Bay. Los Orioles tenían un récord de inicio de la temporada de 2-16 una de las aperturas más bajas en la historia de las Ligas Mayores. Buena parte de la mitad de la temporada tuvieron récord perdedor en la Liga. El 4 de junio, los Orioles reemplazaron al mánager Dave Trembley por el entrenador de tercera base Juan Samuel como mánager interino. Mejoraron un poco pero quedaron con una temporada perdedora. Los Orioles contrataron a Buck Showalter el 30 de julio por el resto de la temporada. Fue presentado el 2 de agosto y su debut el 3 de agosto, después de que los Orioles despidieron a Samuel. La llegada de Showalter produjo como coincidencia una agitación. Los pájaros tuvieron 34-24 en agosto, septiembre y octubre.
El 4 de febrero, los Orioles firmaron al agente libre Vladimir Guerrero para ser el bateador designado del equipo. Guerrero dio 29 jonrones y tuvo un promedio de bateo de.300 en la temporada del 2010 con los Rangers de Texas. Tenía un promedio de bateo en su carrera de.320 y 436 jonrones.
El récord de los Orioles en el 2011, fue de 69-93, la temporada número 14 consecutiva con temporada perdedora para la franquicia desde 1998. El resplandor de esta temporada fue el juego final el 28 de septiembre, cuando derrotaron a los Medias Rojas de Boston 4-3 gracias a los heroicos Nolan Reimold y Robert Andino en el noveno inning. La victoria de los Orioles evitó que los Medias Rojas llegaran al wild card (comodín) como parte del «Juego 162», una de las más dramáticas noches en la historia de las Ligas Mayores. El 8 de noviembre, los Orioles anunciaron la contratación de Dan duquette como el vicepresidente de operaciones del béisbol (de facto Gerente General) con la esperanza de mejorar la esquina.

### 2012-2016: Vuelta al éxito
Los Orioles terminaron la primera mitad de la temporada 2012 con un récord ganador por segunda ocasión desde 1998, con un récord de 45-40 antes de la interrupción por el Juego de Estrellas. El 6 de mayo, los Orioles jugaron un partido de 17 innings contra los Medias Rojas de Boston, el primer juego desde 1925 en el cual ambos equipos utilizaron a jugadores de cuadro y de los jardines como lanzadores. Los Orioles ganaron ese juego, y el bateador designado Chris Davis, recibió el crédito de la victoria. Los Orioles ganaron su juego número 81 el 13 de septiembre, terminando una racha de catorce años con récord perdedor y de ahí el equipo empezó a tener años con récord ganador de.500 o más. El 16 de septiembre ganaron su juego 82, asegurando la primera temporada ganadora desde 1997.
El 21 de septiembre, el pitcher cerrador Jim Johnson terminó con el juego salvado número 46 de la temporada, originando un nuevo récord de la franquicia de los Orioles en salvados para un pitcher en una temporada. Anteriormente Randy Myers había salvado 45 juegos en 1997. Johnson fue el décimo jugador tras el récord de 50 juegos salvados en la historia de las Ligas Mayores. Él terminó la temporada regular con 51 juegos salvados. Con el juego ganado contra los Medias Rojas de Boston el 30 de septiembre y el juego perdido por los Ángeles de Los Ángeles Anaheim ante los Rangers de Texas en el segundo juego de una doble jornada, los Orioles entraron al playoff. Esta temporada marcó su regreso a los juegos de la postemporada.
Los Orioles de Baltimore terminaron en segundo lugar en la temporada regular en la división Este de la Liga Americana con un récord de 93-69, invirtiendo los resultados de la temporada anterior que fue de 69-93. Después de un pobre diferencia (+7 el más bajo de todos los equipos del playoffs en el 2012) fueron beneficiados de un récord de 29-9 en juegos decididos por una carrera y un récord de 16-2 en juegos de extra innings. En los juegos de gira, el equipo finalizó primero en la carrera por el Wild Card, teniendo que jugar un juego extra contra los Rangers de Texas el 5 de octubre, ganando 5-1 para avanzar a la Serie Divisional de la Liga Americana contra los Yankees de Nueva York el 7 de octubre.
La temporada fue también distinta por la rapidez con que los Orioles fueron el único equipo de la historia de las Ligas Mayores desde 1900, nunca tuvieron un juego perdido debido a una base por bola del oponente. Después de una campaña regular de pérdidas por bases por bolas, perdieron el juego número tres de la serie divisional cuando el Yankee Raúl Ibáñez dio hit para su récord con un jonrón para ganar en casa en el cierre del 12.º inning. Los Orioles perdieron la Serie Divisional de la Liga Americana en cinco juegos.
Durante el juego inaugural del 5 de abril de 2013, el primera base Chris Davis impuso un nuevo récord en las Ligas Mayores de Béisbol con 16 carreras producidas e los primeros cuatro juegos de la temporada, incluyendo un grand slam en el cuarto. El 13 de septiembre Davis dio su jonrón 50 en la temporada, contra los Azulejos de Toronto, empatando a Brady Anderson en el histórico de jonrones de los Orioles. Davis rompió el récord de Anderson cuatro días después contra los Medias Rojas de Boston. Su jonrón número 51 también empató el récord de carreras en una temporada, un récord que él rompería cuatro días después. Davis terminó la temporada con 119 juegos sin un error, terminando el 27 de septiembre.
El 18 de septiembre, los Orioles jugaron 114 juegos sin error en la temporada, teniendo un nuevo récord de las Ligas Mayores de más juegos sin error en una temporada desde 1900. Jugaron 119 juegos sin error, racha que terminó el 27 de septiembre. El 20 de septiembre los Orioles jugaron contra los Rayos de Tampa Bay en un juego de 18 innings, que duró 6 h 54 minutos, un nuevo récord para el juego más largo entre ambas franquicias, también para los Rayos. Los Rayos ganaron 5-4.
Mientras los Orioles perdieron últimamente los playoffs en 2013, finalizaron con un récord de 85-77 empatando con los Yankees de Nueva York por el tercer lugar en la división Este de la Liga Americana. De acuerdo al porcentaje de ganados en el 2012 y 2013, los Orioles han realizado el regreso de temporadas ganadoras por primera vez desde 1996 y 1997.
El 16 de septiembre de 2014, los Orioles amarraron la división Este por primera vez desde 1997 cuando le ganaron a los Azulejos de Toronto y teniendo el regreso a la postemporada por segunda vez en tres años. Los Orioles fueron a jugar a Detroit en la serie divisional de la Liga Americana. Y derrotaron a los tres pitchers ganadores del Cy Young: Max Scherzer, Justin Verlander y David Price. Se enfrentarían a los Reales de Kansas City por la Serie del Campeonato de la Liga Americana.
Baltimore empezó la temporada de 2016 con regularidad en su desempeño, inclusive llegando a estar en el liderato. Pero posteriormente poco a poco el equipo empezó a jugar mejor llegando a permanecer en primer lugar en parte de agosto y septiembre. Pero la misma irregularidad se hizo presente y no le alcanzó para llevarse el título divisional por lo cual fue necesario el enfrentamiento con Toronte Blue Jays por el wild-card el cual se efectuó el 4 de octubre de 2016 en la casa de los Blue Jays.
El dominicano Edwin Encarnación conectó un cuadrangular de tres carreras en el fondo del undécimo capítulo ante su compatriota Ubaldo Jiménez y con ello los Blue Jays derrotaron 5-2 a Baltimore Orioles en el juego de comodines de la Liga Americana para acceder a la serie de primera ronda contra Texas Rangers. El partido de comodines resultó muy cerrado, donde los canadienses sufrieron por la baja del relevista mexicano Roberto Osuna, quién sin problemas sacó los tres outs del noveno capítulo, pero en el décimo, tras sacar a su primer rival, se quejó de una molestia y lo sustituyó el zurdo Francisco Liriano, quién a la postre resultó vencedor.
Jiménez entró en relevo de Brian Duensing con un out en el 11.º inning y Devon Travis empalmó sencillo en cuenta de 1-1- Josh Donaldson, el reinante Jugador Más Valioso de la Liga Americana, conectó sencillo ante el siguiente pitcheo, y Travis avanzó hasta la tercera base cuando el jardinero Nolan Reinold hizo malabares con la pelota. Acto inmediato. Encarnación desapareció el siguiente lanzamiento, una recta de 91 millas por hora, tomando vuelo hasta caer en el segundo nivel del jardín izquierdo. El dominicano supo en el mismo momento que la había sacado, y levantó ambos brazos en señal de triunfo.

## Jugadores

### Números retirados
| Earl Weaver Mánager Retirado en 1982 | Brooks Robinson 3B Retirado en 1977 | Cal Ripken, Jr. SS, 3B Retirado en 1975 | Frank Robinson RF Retirado en 1972 | Jim Palmer P Retirado en 1975 | Eddie Murray 1B Retirado en 1988 | Jackie Robinson 2B Retirado de toda la MLB en 1997 |

## Palmarés
- Serie Mundial (3): 1966, 1970, 1983.
- Subcampeón Serie Mundial (4): 1944, 1969, 1971, 1979.
- Banderines de la Liga Americana (7): 1944, 1966, 1969, 1970, 1971, 1979, 1983.
- División Este AL (10): 1969, 1970, 1971, 1973, 1974 1979, 1983, 1997, 2014, 2023.